# 軽井沢リゾート号
軽井沢リゾート号（かるいざわリゾートごう）は、しなの鉄道が軽井沢駅 - 妙高高原駅間をしなの鉄道線・信越本線・北しなの線経由で運転する快速列車の愛称である。

## 概要
しなの鉄道ではかねてよりしなのサンライズ号・しなのサンセット号で使用してきた169系を置き換えるため、度々新型車両の導入計画を立ててきた（しなの鉄道#車両も参照）。その後2017年には「ライナー列車に加えて観光列車でも使用できる車両の導入計画」を発表した。2020年7月の新型車両SR1系運行開始という形でようやく本列車の運行が具体化し、これに先行して同年3月のダイヤ改正から設定された。

## 運行概況
2023年3月18日時点では、土休日に1往復が運行されている。北しなの線を快速運転する定期列車は本列車のみである。
2020年7月4日から2023年3月12日までは、土休日に2往復が運行されていた。このうち1・4号は軽井沢駅 - 妙高高原駅間で、2・3号は軽井沢駅 - 長野駅間で運行されていた。また、2020年6月28日までは1・4号のみの運行で、特別料金不要で乗車できた。
乗車には大人500円・小人250円（均一）の指定席料金が必要となる。また、軽食料金1,500円を追加することで「軽食付プラン」を利用することができる。指定席券は小諸駅・上田駅などの主要駅か、しなの鉄道のホームページより購入できる（ウェブ購入時はクレジットカードのみの取り扱い）。
駅での案内表示や行き先表示は「軽井沢リゾート」ではなく「特別快速」となっている。

### 停車駅
| 停車駅 | 軽 井 沢 | 中 軽 井 沢 | 御 代 田 | 小 諸 | 田 中 | 上 田 | 坂 城 | 戸 倉 | 長 野 | 豊 野 | 牟 礼 | 黒 姫 | 妙 高 原 |
| ------ | -------- | ----------- | -------- | ----- | ----- | ----- | ----- | ----- | ----- | ----- | ----- | ----- | -------- |
| 1号    | ●        | ●           | ●        | ●     | ●     | ●     | ●     | ●     | ●     | ●     | ●     | ●     | ●        |
| 2号    | ●        | —           | —        | —     | —     | ●     | —     | ●     | ●     | ●     | ●     | ●     | ●        |

- 「しなのサンライズ」「しなのサンセット」と同様、信越本線・篠ノ井線との接続駅である篠ノ井駅は通過となっている。

### 停車駅（2023年3月12日まで）
停車駅は列車ごとに異なっており、以下の表の通り。
| 停車駅 | 軽 井 沢 | 中 軽 井 沢 | 御 代 田 | 小 諸 | 田 中 | 上 田 | 坂 城 | 戸 倉 | 屋 代 | 長 野 | 豊 野 | 牟 礼 | 黒 姫 | 妙 高 原 |
| ------ | -------- | ----------- | -------- | ----- | ----- | ----- | ----- | ----- | ----- | ----- | ----- | ----- | ----- | -------- |
| 1号    | ●        | ●           | ●        | ●     | ●     | ●     | ●     | ●     | —     | ●     | ●     | ●     | ●     | ●        |
| 2号    | ●        | ●           | —        | —     | —     | ●     | —     | —     | ●     | ●     |       |       |       |          |
| 3号    | ●        | ●           | —        | —     | —     | ●     | —     | ●     | —     | ●     |       |       |       |          |
| 4号    | ●        | —           | —        | —     | —     | ●     | —     | ●     | —     | ●     | ●     | ●     | ●     | ●        |

- 長野駅 - 妙高高原駅間はかつて1・4号のみの運行だった。
- 「しなのサンライズ」「しなのサンセット」と同様、信越本線・篠ノ井線との接続駅である篠ノ井駅は通過となっている。

### 使用車両
全てしなの鉄道所属の電車である。
現行車両
SR1系
- 2020年7月4日より使用。デュアルシートを装備する100番台「ライナー車両」が充当される。

過去の車両
115系
- 運転開始時から2020年6月28日まで使用。

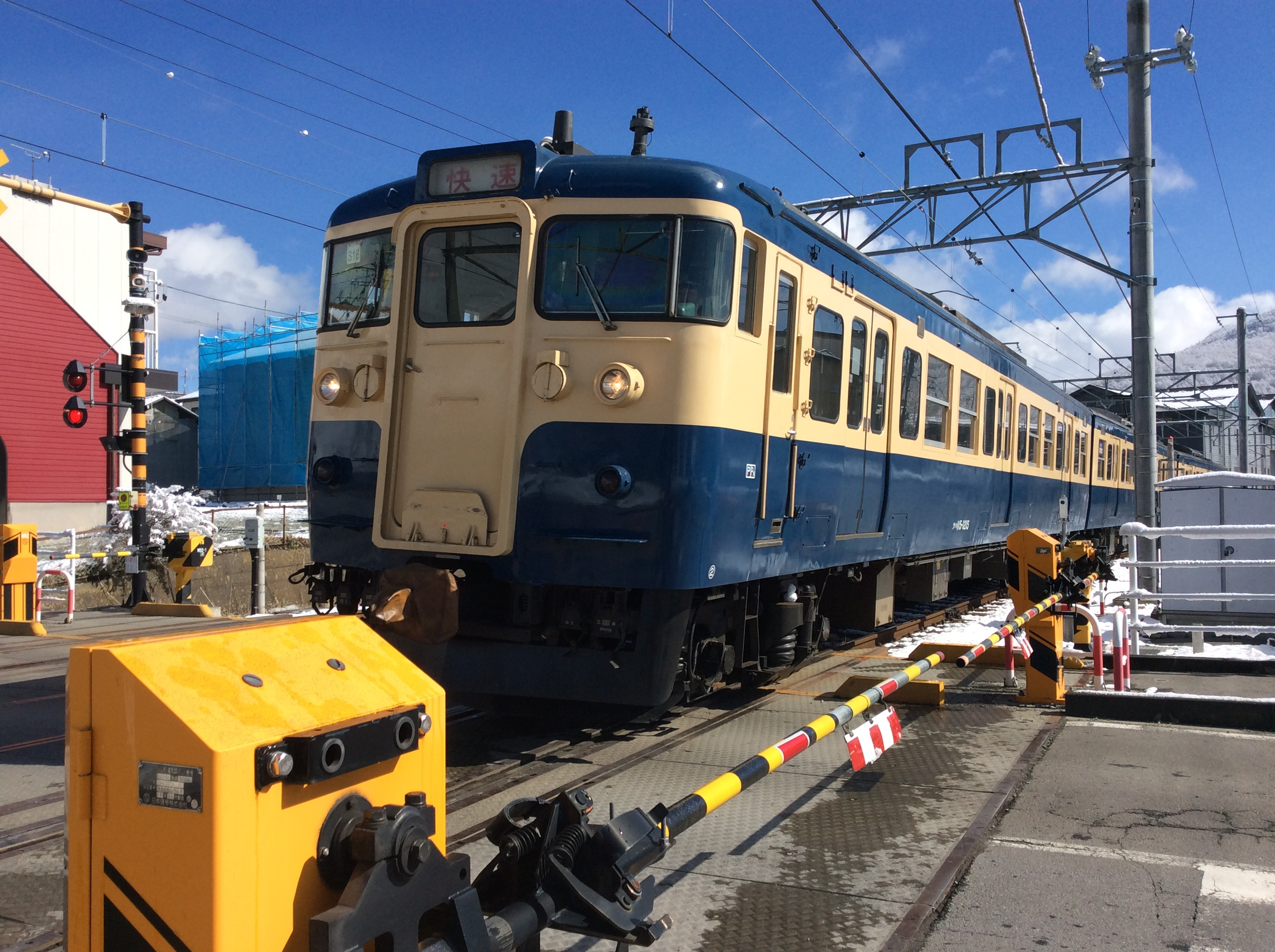
115系「軽井沢リゾート号」

## 年表
- 2016年1月7日 - 導入予定のリクライニングシート車[9]を用いて妙高高原駅から軽井沢駅までを直通する定期観光列車を運行する構想が発表される[10]。
- 2019年
  - 2月28日 - SR1系のデザイン・導入計画が発表され、ライナー車両の運行予定列車に「軽井沢リゾートライナー」が記載される[4]。
  - 12月20日 - 2020年3月14日ダイヤ改正の詳細が発表され、「軽井沢リゾート号」の列車愛称が発表される[5]。
- 2020年
  - 3月14日 - 115系により運行開始。
  - 7月4日 - SR1系100番台による運行を開始。軽井沢リゾート2号・3号を新設し、全席指定の有料列車となる[5]。
- 2023年3月18日 - 軽井沢リゾート2号・3号（軽井沢駅 - 長野駅間の運行）を廃止し、1号と4号（4号は同日より2号に変更）の1往復に減便[11]。
- 2024年4月6日 - 軽井沢リゾート2号の回送列車を使用した団体貸切の戸倉上山田温泉直行便「湯けむりNEOネオン号」が軽井沢駅 - 戸倉駅間（片道ノンストップ）で運行開始[12]。

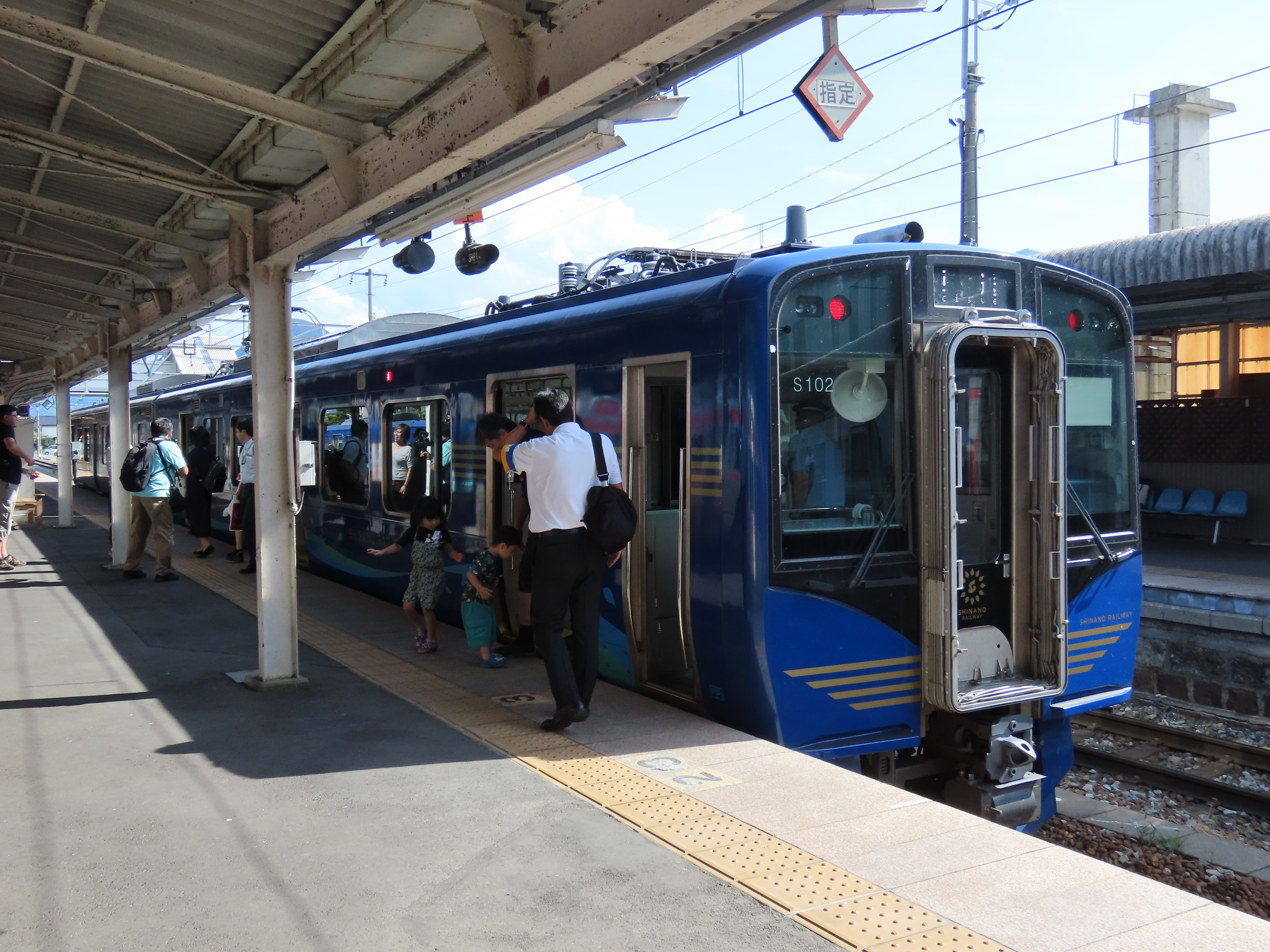
湯けむりNEOネオン号